# Richard Crudo

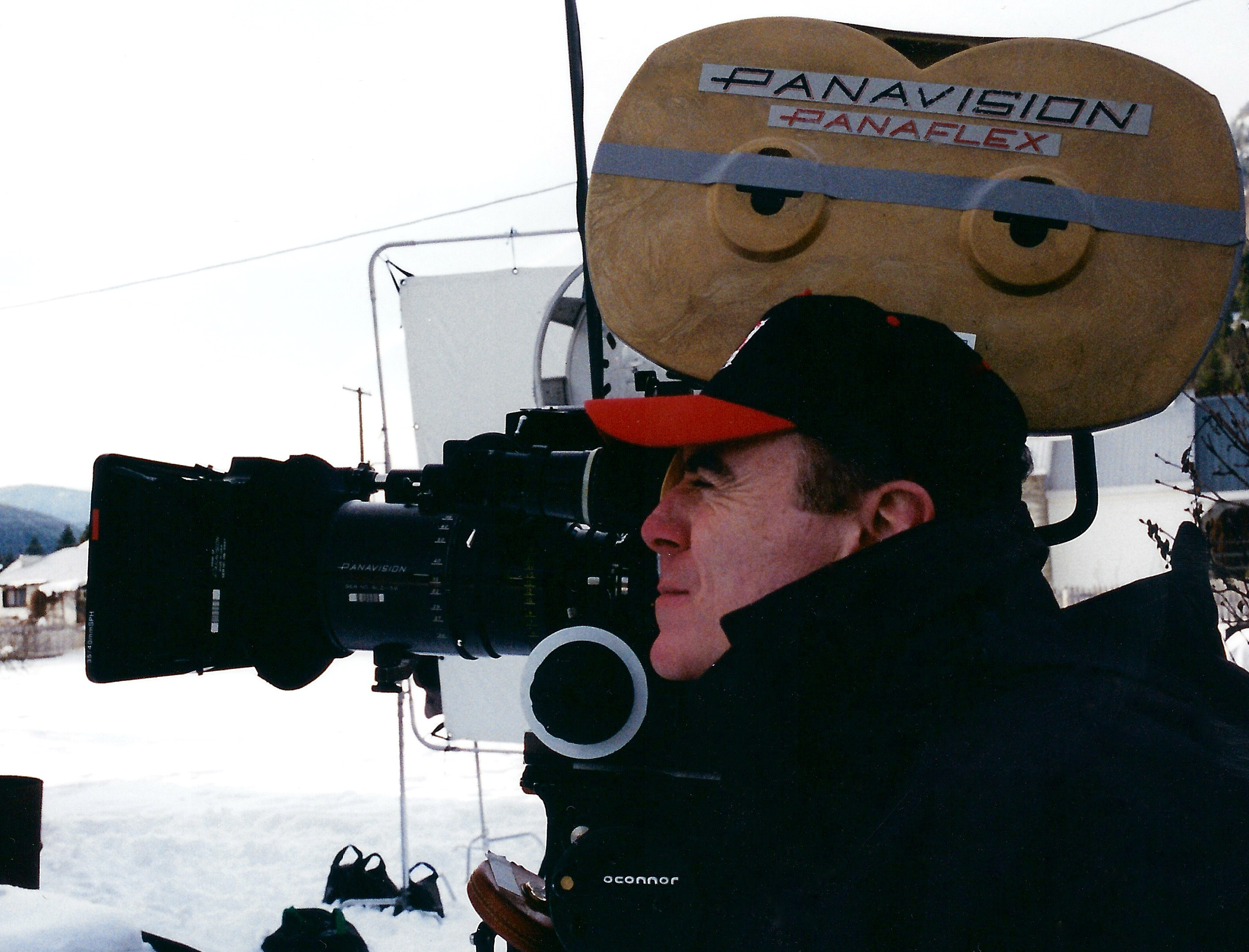
Richard Crudo (2009)

Richard Crudo (* 1957 in Brooklyn, New York City) ist ein US-amerikanischer Kameramann.

## Leben
Crudo studierte an der New Yorker St. John’s University Geschichte und absolvierte das Film Arts Program an der Columbia University. Im Jahr 1981 beendete er seine Ausbildung.
In den 1980er Jahren arbeitete Crudo als Kameraassistent mit Kameramännern wie Michael Chapman und Gordon Willis zusammen. Außerdem ist seither gelegentlich als Camera operator für Film und Fernsehen tätig. 1989 trat er mit dem Thriller Title Shot erstmals als Chefkameramann in Erscheinung.
Im Jahr 2009 gab Crudo mit dem Horrorfilm Against the Dark sein Regiedebüt. Die Hauptrolle in dieser Direct-to-DVD-Produktion übernahm Steven Seagal. Crudo hatte bereits zuvor als Kameramann an zwei Seagal-Filmen mitgewirkt. 2012 folgte mit Dirty People sein zweiter Film. Mit diesem war er auch erstmals als Produzent und Drehbuchautor aktiv.
In den Jahren 2003 bis 2006 sowie von 2013 bis 2016 war er der Präsident der American Society of Cinematographers.

## Filmografie (Auswahl)
- 1996: American Buffalo – Das Glück liegt auf der Straße (American Buffalo)
- 1996: Täter unbekannt (Persons Unknown)
- 1998: Liebe auf den ersten Schrei (Music from Another Room)
- 1999: American Pie – Wie ein heißer Apfelkuchen
- 2001: Einmal Himmel und zurück (Down to Earth)
- 2003: Grind – Sex, Boards & Rock’n’Roll (Grind)
- 2004: Girls United Again (Bring It On Again)
- 2004: Out of Reach
- 2007: Brooklyn Rules
- 2008: Deathly Weapon (Pistol Whipped)
- 2012–2014: Justified (Fernsehserien)

als Regisseur
- 2009: Against the Dark